# Otomops martiensseni
Otomops martiensseni (Matschie, 1897) è un pipistrello della famiglia dei Molossidi diffuso nell'Africa subsahariana.

## Descrizione

### Dimensioni
Pipistrello di medie dimensioni, con la lunghezza totale tra 127 e 163 mm, la lunghezza dell'avambraccio tra 61 e 74 mm, la lunghezza della coda tra 39 e 54 mm, la lunghezza del piede tra 12 e 15 mm, la lunghezza delle orecchie tra 31 e 42 mm, un'apertura alare fino a 54,9 cm e un peso fino a 47 g.

### Aspetto
La pelliccia è corta, soffice e densa. Le parti dorsali sono marroni scure con dei riflessi color ruggine o bruno-nerastre, più scure sulla testa e con una banda trasversale marrone chiara sulle spalle e lungo i fianchi all'attaccatura delle membrane alari, mentre le parti ventrali sono marroni scure con la gola più chiara. Il muso è lungo e rosato, il labbro superiore è espansibile, ricoperto di microscopiche pliche cutanee ma privo di setole. Le orecchie sono grandi, lunghe, arrotondate, rivolte in avanti ben oltre la punta del naso ed unite lungo il margine anteriore e lungo la parte superiore del muso. Una linguetta semi-circolare si estende dalla base delle orecchie in avanti e può essere ripiegata verso il basso in maniera tale da coprire il meato uditivo. Il trago è piccolo, mentre è privo di antitrago. Entrambi i sessi possiedono delle sacche golari. Le membrane alari sono bruno-nerastre. Gli arti inferiori sono lunghi e sottili, i piedi, le dita e gli artigli sono molto piccoli. La coda è lunga, tozza e si estende per più della metà oltre l'uropatagio, il quale è grigio o marrone chiaro dorsalmente e biancastro ventralmente. Il cariotipo è 2n=48 FNa=56 o 58.

### Ecolocazione
Emette ultrasuoni sotto forma di impulsi di durata variabile a frequenza quasi costante di 9–18 kHz e massima energia a 10–12 kHz.

## Biologia

### Comportamento
Si rifugia in colonie fino a diverse migliaia di individui di entrambi i sessi sulle volte di grotte, canali lavici e singolarmente o in piccoli gruppi di alcune decine di esemplari sotto i tetti delle case e negli edifici. Predilige zone buie e scarsamente ventilate. Condivide i ricoveri con altre specie di pipistrelli come i ferri di cavallo e i miniotteri. Entra in uno stato di torpore durante il giorno. L'attività predatoria inizia 15-30 minuti dopo il tramonto e viene effettuata ad alta quota. Il volo è agile ma poco manovrato, solitamente sceglie luoghi abbastanza elevati per lasciarsi cadere e guadagnare velocità. Nonostante l'aspetto intimidatorio ha un carattere alquanto docile e non morde se afferrato.

### Alimentazione
Si nutre di insetti, particolarmente falene, catturati in volo sopra spazi aperti.

### Riproduzione
Danno alla luce un piccolo alla volta tra novembre e dicembre dopo 3 mesi di gestazione. Femmine gravide sono state catturate principalmente a novembre e in misura minore a gennaio, febbraio e maggio.

## Distribuzione e habitat
Questa specie è diffusa in maniera frammentata nell'Africa subsahariana e nella Penisola arabica sud-occidentale, dalla Costa d'Avorio fino a Gibuti ad est e al Sudafrica nord-orientale a sud.
Vive in diversi tipi di habitat, dalle boscaglie semi-aride alle foreste montane, aree agricole ed urbane fino a 2.000 metri di altitudine.

## Tassonomia
Sono state riconosciute 2 sottospecie:
- O.m.martiensseni: Costa d'Avorio, Ghana, Repubblica Centrafricana centro-settentrionale, Repubblica Democratica del Congo settentrionale e meridionale, Tanzania nord-orientale, Ruanda;
- O.m.icarus (Chubb, 1917): Angola centrale, Malawi, Zimbabwe nord-occidentale, provincia sudafricana del KwaZulu-Natal.

Gli individui di Gibuti, Etiopia centrale, Uganda, Kenya meridionale e dello Yemen sono stati assegnati nel 2015 alla nuova specie O.harrisoni.

## Conservazione
La IUCN Red List, considerato che la popolazione è soggetta ad un declino significativo di circa il 30% negli ultimi 10 anni in gran parte del proprio areale, sebbene in Sudafrica è stato segnalato un incremento demografico, classifica O.martiensseni come specie prossima alla minaccia di estinzione (Near Threatened).